# Tommaso I di Saluzzo
Tommaso I del Vasto (Saluzzo, 1239 – Saluzzo, 1296) fu marchese di Saluzzo.

## Biografia

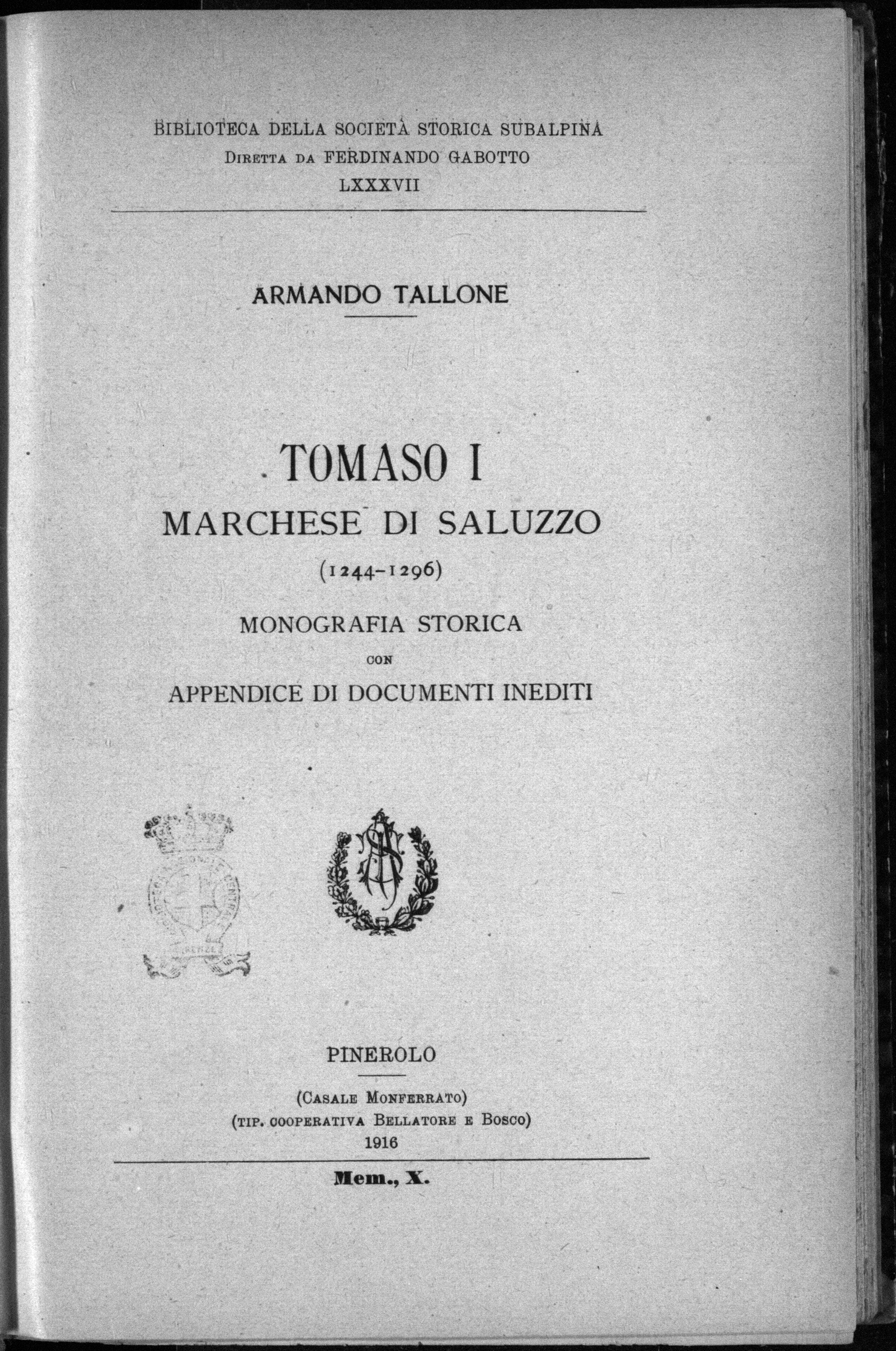
Armando Tallone, Tomaso I Marchese di Saluzzo, 1916

Nella sua giovinezza venne allevato alla corte di Chivasso dal marchese Bonifacio II del Monferrato, come da volontà del padre Manfredo III, che aveva lasciato il piccolo Tommaso orfano a cinque anni. Il 30 ottobre 1244 giurò fedeltà al marchese Bonifacio II del Monferrato nella casa di Bongiovanni Granetto a Carmagnola.
Da quando prese il potere, il suo governo segnò un momento di svolta nella storia del marchesato piemontese. Sotto di lui, infatti, memore delle esperienze governative apprese alla corte di Chivasso, Saluzzo si impegnò attivamente nei giochi politici piemontesi e non solo, riuscendo a stabilire definitivamente i confini dello stato, limiti che avrebbe mantenuti quasi inalterati per due secoli, estendendo la propria egemonia sino a Carmagnola.
La sua politica si incentrò a fianco degli imperiali, come da tradizione di famiglia, alleandosi anche con i Savoia per combattere Torino e Asti, ma ebbe come principale avversario Carlo d'Angiò, che meditava un'espansione in Piemonte favorito dalla politica papale.
Accerchiato infatti dagli Angiò, Tommaso I decise di entrare nella lega antiangioina piemontese capeggiata dal cugino Guglielmo VII; le armate di Carlo si rivolsero contro i saluzzesi decisamente più numerose, vincendoli nel 1267 (anno in cui Tommaso fece atto di sottomissione ai nemici) durante la guerra per il possesso della Valle Stura di Demonte.
Sconfitto ma non distrutto, Tommaso rientrò nel 1277 nella Lega antiangioina che ebbe come risultato finale la decisiva battaglia di Roccavione, nella quale Carlo venne sconfitto dalle forze congiunte dei piemontesi.
Insieme al vittorioso cugino Guglielmo VII, Tommaso cercò di allearsi con Pietro III d'Aragona per attaccare in forze i domini sabaudi con lo scopo di annettere i territori dei Savoia; l'alleanza non arrivò mai in porto, ma ciò dimostra l'autorità che il marchese saluzzese dimostrava in Europa.
Ritiratosi dalle campagne belliche per difendere ed amministrare al meglio i suoi possedimenti a Saluzzo, Tommaso conquistò Cuneo nel 1291 e incentrò nelle sue mani, escludendo gli altri membri della sua famiglia, tutto il potere marchionale; sempre sotto il suo marchesato Saluzzo si trasformò in libero comune, con un podestà che governava in nome dei marchesi. Tommaso ebbe a cuore la difesa delle sue roccaforti, eresse molte fortificazioni e incominciò ad edificare il castello cittadino come lo si può ancora vedere.
Alla sua morte fu suo figlio Manfredo a prendere le redini dello stato, come da testamento del padre.

## Discendenza
Tommaso ebbe quindici figli con Luisa di Ceva, morta il 22 agosto 1291, figlia del marchese di Ceva Guglielmo II:
- Manfredo, che come primogenito gli successe alla guida del marchesato;
- Alice († 1292), che sposò prima del 1285 l'inglese Norman Richard FitzAlan, ottavo conte di Arundel;
- Eleonora (prima del 1265- dopo il 1315), che sposò prima Corrado Del Carretto e poi il marchese di Savona;
- Violante († dopo il 1339), che sposò Opizzino Spinola e poi Luchino Visconti;
- Filippo († ottobre del 1324), governatore della Sardegna, che sposò nel 1292 Sibilla di Peralta († 1321) e, dopo la morte di questa, nel 1324, Agalbursa di Cervera;
- Giovanni (1272/76-dopo il 1329), signore di Dogliani;
- Bonifacio († circa 1325), monaco;
- Giorgio († dopo il 1349), monaco;
- Beatrice;
- Luigia;
- Anna, che sposò Manfredo Beccaria;
- Costanza, monaca;
- Margherita († dopo il 1313), monaca a Revello;
- Aliana († dopo il 1313), monaca a Revello;
- Catalina († dopo il 1313), monaca a Revello.

## Ascendenza
|                         |                     |                         | Genitori                   |  |  | Nonni |  |  | Bisnonni               |  |  | Trisnonni             |  |
|                         |                     |                         |                            |  |  |       |  |  | Manfredo II di Saluzzo |  |  | Manfredo I di Saluzzo |  |
|                         |                     |                         |                            |  |  |       |  |  | Manfredo II di Saluzzo |  |  | Manfredo I di Saluzzo |  |
|                         |                     | Eleonora de Lacon-Serra |                            |  |  |       |  |  | Manfredo II di Saluzzo |  |  |                       |  |
| Bonifacio di Saluzzo    |                     |                         |                            |  |  |       |  |  | Manfredo II di Saluzzo |  |  |                       |  |
|                         |                     | Alasia del Monferrato   | Guglielmo V del Monferrato |  |  |       |  |  |                        |  |  |                       |  |
|                         |                     | Alasia del Monferrato   | Guglielmo V del Monferrato |  |  |       |  |  |                        |  |  |                       |  |
|                         |                     | Alasia del Monferrato   | Giuditta di Babenberg      |  |  |       |  |  |                        |  |  |                       |  |
| Manfredo III di Saluzzo |                     | Alasia del Monferrato   |                            |  |  |       |  |  |                        |  |  |                       |  |
|                         |                     | …                       | …                          |  |  |       |  |  |                        |  |  |                       |  |
|                         |                     | …                       | …                          |  |  |       |  |  |                        |  |  |                       |  |
|                         |                     | …                       | …                          |  |  |       |  |  |                        |  |  |                       |  |
| Maria di Torres         |                     | …                       |                            |  |  |       |  |  |                        |  |  |                       |  |
|                         |                     | …                       | …                          |  |  |       |  |  |                        |  |  |                       |  |
|                         |                     | …                       | …                          |  |  |       |  |  |                        |  |  |                       |  |
|                         |                     | …                       | …                          |  |  |       |  |  |                        |  |  |                       |  |
| Tommaso I di Saluzzo    |                     | …                       |                            |  |  |       |  |  |                        |  |  |                       |  |
|                         | Tommaso I di Savoia | Umberto III di Savoia   |                            |  |  |       |  |  |                        |  |  |                       |  |
|                         | Tommaso I di Savoia | Umberto III di Savoia   |                            |  |  |       |  |  |                        |  |  |                       |  |
|                         | Tommaso I di Savoia | Beatrice di Mâcon       |                            |  |  |       |  |  |                        |  |  |                       |  |
| Amedeo IV di Savoia     | Tommaso I di Savoia |                         |                            |  |  |       |  |  |                        |  |  |                       |  |
|                         |                     | Margherita di Ginevra   | Guglielmo I di Ginevra     |  |  |       |  |  |                        |  |  |                       |  |
|                         |                     | Margherita di Ginevra   | Guglielmo I di Ginevra     |  |  |       |  |  |                        |  |  |                       |  |
|                         |                     | Margherita di Ginevra   | Beatrice di Faucigny       |  |  |       |  |  |                        |  |  |                       |  |
| Beatrice di Savoia      |                     | Margherita di Ginevra   |                            |  |  |       |  |  |                        |  |  |                       |  |
|                         |                     | Ugo III di Borgogna     | Oddone II di Borgogna      |  |  |       |  |  |                        |  |  |                       |  |
|                         |                     | Ugo III di Borgogna     | Oddone II di Borgogna      |  |  |       |  |  |                        |  |  |                       |  |
|                         |                     | Ugo III di Borgogna     | Maria di Blois             |  |  |       |  |  |                        |  |  |                       |  |
| Margherita di Borgogna  |                     | Ugo III di Borgogna     |                            |  |  |       |  |  |                        |  |  |                       |  |
|                         |                     | Beatrice d'Albon        | Ghigo V d'Albon            |  |  |       |  |  |                        |  |  |                       |  |
|                         |                     | Beatrice d'Albon        | Ghigo V d'Albon            |  |  |       |  |  |                        |  |  |                       |  |
|                         |                     | Beatrice d'Albon        | Beatrice del Monferrato    |  |  |       |  |  |                        |  |  |                       |  |
|                         |                     | Beatrice d'Albon        |                            |  |  |       |  |  |                        |  |  |                       |  |